# Węża
Węża (niem. Prockendorf) – wieś w Polsce położona w województwie opolskim, w powiecie nyskim, w gminie Korfantów.
W latach 1975–1998 miejscowość administracyjnie należała do ówczesnego województwa opolskiego.

## Zabytki
Do wojewódzkiego rejestru zabytków wpisany jest kościół fil. pw. Chrystusa Króla, z 1767 r., 1828 r.

## Transport
W zarządzie Wydziału Drogownictwa Starostwa Powiatowego w Prudniku znajduje się droga powiatowa nr 1205O relacji Śmicz – Węża.

## Drużyna piłkarska
W latach `90 XX wieku w Węży funkcjonowała III-ligowa drużyna piłkarska (według nowego podziału II liga) o nazwie NKS Nysa-Węża. Była to drużyna, która powstała na bazie klubu Stal Nysa oraz klubu z Węży. Fuzja na początku przyniosła ogromne korzyści dla obu drużyn, jednak z powodu braku sponsora NKS Nysa-Węża musiała wycofać się z rozgrywek. NKS oznaczał skrót od stowarzyszenia prowadzącego klub - Nyski Klub Sportowy.